# 松花湖滑雪场
松花湖滑雪场又名大青山滑雪場，位於中華人民共和國吉林省吉林市豐滿區，地處豐滿水電站西南側的松花湖湖畔的海拔984.3米大青山上，滑雪場面積35萬平方米。截至2008年時，滑雪場有六條雪道、三條索道。松花湖滑雪场始建於1965年（一說1963年），1980年重建（一說1981年重建，1983年投入使用）。